# 東湖站 (臺北市)
東湖站位於台灣台北市內湖區康寧路三段235號，為台北捷運文湖線（內湖線）的捷運車站，車站編號為BR22。

## 歷史
2009年2月22日：東湖站實質完工；7月4日：隨著內湖線通車而啟用（p. 229）。

## 車站構造
高架三層車站，長約83公尺，寬約21.5公尺，架設在康寧路三段路中央，因站體往北跨越五分街天橋，往南須橫越中山高速公路，故站體高度達20公尺（相當於6層樓高），又被稱做「天頂捷運站」，該站設有兩個側式月台，位於車站的上層，月台長93.5公尺，下層為車站的通廊，有三個出入站口，位於康寧路三段的東、西兩側，東側位於康寧路三段245巷安康公園上，西側位在南湖高中和南湖國小之間的綠帶上。

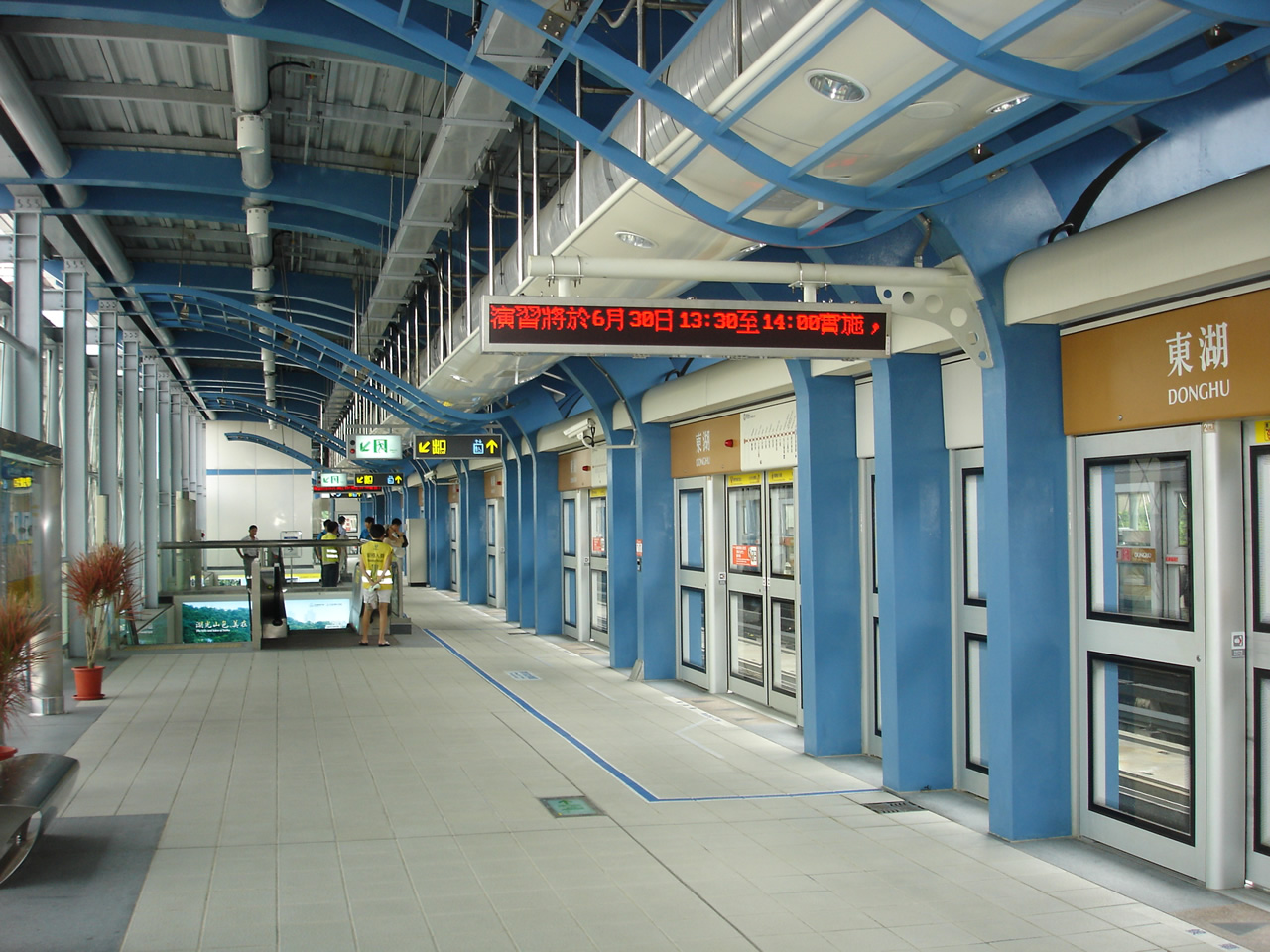
東湖站月台

### 車站樓層
| 地上 三樓          |                                                  |
| 側式月台，右側開門 |                                                  |
| 一月台             | ← 文湖線 往南港展覽館方向（BR23 南港軟體園區站） |
| 二月台             | 文湖線 往動物園方向（BR21 葫洲站）→              |
| 側式月台，右側開門 |                                                  |

| 地上 二樓     |                                                                            |
| 大廳層 穿堂層 | 車站大廳、詢問處、自動售票機、驗票閘門 洗手間（站體東側付費區外，近出口3） |

| 地面 |        |
| 出口 | 出入口 |

### 車站出口
出口1、2位於車站西側，出口3位於車站東側，無障礙電梯設於出口2、3。
| 出入口                                  | 圖片 | 位置                                       |
| --------------------------------------- | ---- | ------------------------------------------ |
| 出入口1                                 |      | 康寧公園（連結南湖高中與南湖國小間之階梯） |
| 出入口2                                 |      | 南湖高中（康寧路西側）                     |
| 出入口3                                 |      | 安康公園（康寧路東側）                     |
| 註： 設有手扶梯\|設有無障礙電梯往返地面 |      |                                            |

## 利用狀況
根據統計，本站的每日平均進出人次從2月的8,036，提升至2024年12月的17,673，排名則由原先的78名躍升至91名。
| 年   | 年間      | 年間      | 年間      | 年間  | 單日平均 | 單日平均 |
| 年   | 上車      | 下車      | 上下車計  | 來源  | 上車     | 上下車   |
| ---- | --------- | --------- | --------- | ----- | -------- | -------- |
| 2009 | 538,568   | 567,773   | 1,106,341 | [ 5 ] | 2,976    | 6,112    |
| 2010 | 1,330,609 | 1,355,615 | 2,686,224 | [ 5 ] | 3,646    | 7,360    |
| 2011 | 2,107,979 | 2,205,852 | 4,313,831 | [ 5 ] | 5,775    | 11,819   |
| 2012 | 2,447,403 | 2,543,656 | 4,991,059 | [ 5 ] | 6,687    | 13,637   |
| 2013 | 2,573,301 | 2,653,741 | 5,227,042 | [ 5 ] | 7,050    | 14,321   |
| 2014 | 2,711,087 | 2,787,058 | 5,498,145 | [ 5 ] | 7,428    | 15,063   |
| 2015 | 2,806,697 | 2,860,152 | 5,666,849 | [ 5 ] | 7,690    | 15,526   |
| 2016 | 2,811,702 | 2,855,424 | 5,667,126 | [ 5 ] | 7,682    | 15,484   |
| 2017 | 2,799,173 | 2,847,467 | 5,646,640 | [ 5 ] | 7,669    | 15,470   |
| 2018 | 2,860,206 | 2,931,054 | 5,791,260 | [ 5 ] | 7,836    | 15,866   |
| 2019 | 2,953,953 | 3,027,637 | 5,981,590 | [ 5 ] | 8,093    | 16,388   |

## 公共藝術
本站的公共藝術「湖波盪漾」，設置於3號出入口地面層外牆。

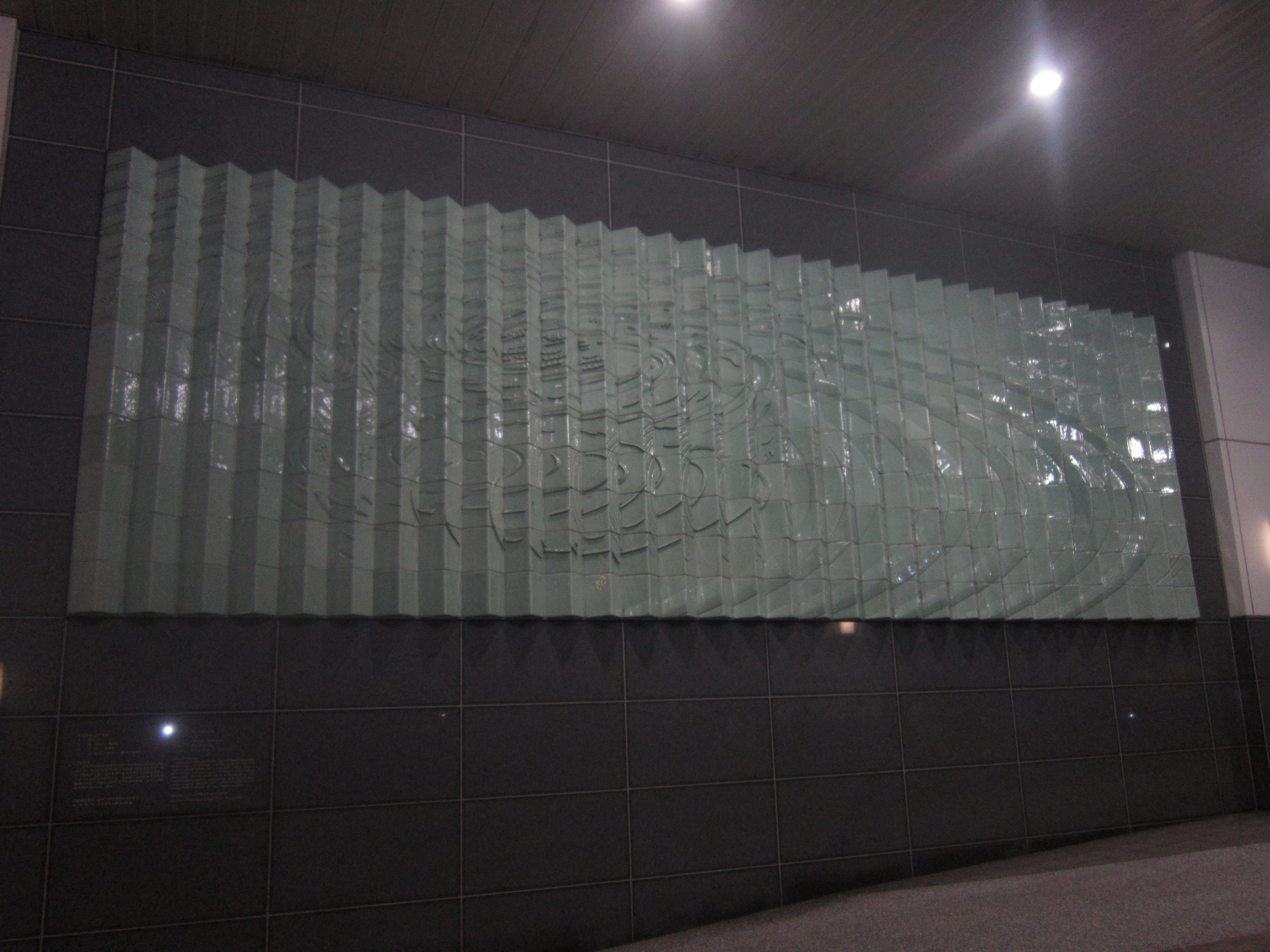
東湖捷運站公共藝術-湖波蕩漾

## 車站周邊
- 臺北市立南湖高級中學
- 臺北市內湖區南湖國民小學
- 臺北市立明湖國民中學
- 臺北市內湖區明湖國民小學
- 臺北市內湖區東湖國民小學
- 安康公園
- 臺北市立圖書館東湖分館
- 臺北市公共自行車租賃系統
  - 捷運東湖站
  - 捷運東湖站（3號出口）
  - 安康公園
- 臺北市政府警察局內湖分局東湖派出所
- 臺北市政府消防局第三大隊內湖中隊東湖分隊
- 哈拉影城
- 中山高速公路東湖交流道
- 台北市動物之家
- 葫蘆洲運動公園 (內湖焚化爐)
- 基隆河
- 東湖

## 公車資訊
| 編號           | 經營業者           | 區間                       | 備註                             |
| -------------- | ------------------ | -------------------------- | -------------------------------- |
| 53             | 欣欣客運           | 瓏山林社區－西松高中       |                                  |
| 203            | 中興巴士、光華巴士 | 天母－汐止社后             |                                  |
| 240直          | 光華巴士           | 東湖－國父紀念館           | 行經環東大道 例假日停駛。        |
| 247            | 光華巴士           | 東湖－臺北車站             |                                  |
| 247區間        | 光華巴士           | 東湖－捷運圓山站           |                                  |
| 281            | 大都會客運         | 東湖－市政府               |                                  |
| 531            | 欣欣客運           | 紫雲里－松山車站           |                                  |
| 553            | 光華巴士           | 南港車站－金龍寺           |                                  |
| 590            | 新北客運           | 南港車站－博市社區         | 原F917                           |
| 591            | 新北客運           | 南港車站－水蓮山莊         | 原F918                           |
| 北環幹線(620)  | 光華巴士、大有巴士 | 北士科－中華科技大學       |                                  |
| 629            | 新北客運           | 汐止－松山車站             | 屬於新北市區公車。               |
| 645            | 三重客運           | 舊莊－捷運石牌站           |                                  |
| 645副          | 三重客運           | 中華科技大學－捷運石牌站   |                                  |
| 681            | 光華巴士           | 東湖－陽明山               |                                  |
| 683            | 光華巴士           | 北士科－南港高工           |                                  |
| 711            | 中興巴士           | 汐止－圓環                 |                                  |
| 896            | 新北客運           | 南港車站－烘內             | 屬於新北市區公車。               |
| 民權幹線(紅32) | 首都客運           | 南港－台北橋               |                                  |
| 南京幹線(棕9)  | 首都客運           | 南港高工－圓環             |                                  |
| 棕10           | 東南客運           | 東湖－捷運南京復興站       |                                  |
| 棕19           | 東南客運           | 捷運大湖公園站－捷運昆陽站 |                                  |
| 藍51           | 東南客運           | 捷運昆陽站－安泰里         |                                  |
| 小1            | 東南客運           | 內溝－中華科技大學         |                                  |
| 小1 區間       | 東南客運           | 內溝－捷運昆陽站           | 部分班次繞行至康寧護專、五分街。 |

## 腳註

### 來源資料
1. ↑   (新闻稿). 台北捷運. 2016-04-11  [2016-04-11]. （原始内容存档于2016-04-11） （中文（臺灣））.
2. 1 2  . 臺北大眾捷運股份有限公司. 2021-01-15.
3. ↑  徐榮崇. . 臺北市文獻委員會. 2015年12月  [2020-01-05]. ISBN 9789860469875. （原始内容存档于2020-12-07）. 國家圖書館
4. ↑  劉榮. . 自由時報. 2009-06-15  [2012-01-03]. （原始内容存档于2009-08-19）.
5. ↑  臺北捷運公司. . 2019-02-26  [2019-06-08]. （原始内容存档于2020-11-28）. 臺北市統計資料庫查詢系統
6. ↑  . 臺北市政府捷運工程局.   [2023-11-27]. （原始内容存档于2023-11-27）.

- 臺北市商業處-商圈介紹-東湖哈拉影城周邊 （页面存档备份，存于）

## 外部連結
- 臺北大眾捷運股份有限公司 （页面存档备份，存于）
- 臺北市政府捷運工程局 （页面存档备份，存于）
- 東湖站位置圖（台北捷運公司） （页面存档备份，存于）
- 東湖站車站剖面相關位置圖（台北捷運公司） （页面存档备份，存于）
- 販賣店現況 （页面存档备份，存于）